# Naples (Wisconsin)
Naples – miasto w Stanach Zjednoczonych, w stanie Wisconsin, w hrabstwie Buffalo.